# Hulk (komiks)
Hulk (alter ego Robert Bruce Banner) – fikcyjna postać (superbohater) występująca w komiksowych publikacjach wydawnictwa Marvel Comics, oraz różnego rodzaju adaptacjach. Twórcami postaci są Stan Lee i Jack Kirby.
Pierwszy raz Hulk pojawił się w pierwszym numerze serii komiksowej The Incredible Hulk vol. 1 #1 z maja 1962 roku. W zamyśle twórców, Hulk miał być kwintesencją ludzkiej wściekłości, oraz miał symbolizować amerykańską tendencję do agresywności, a także dążenie do samozniszczenia i antyintelektualizmu. Inspiracją dla postaci był główny bohater powieści Doktor Jekyll i pan Hyde (Strange Case of Dr Jekyll and Mr Hyde) autorstwa Roberta Louisa Stevensona, potwór z powieści Frankenstein (Frankenstein, or The Modern Prometheus) napisanej przez Mary Shelley, jak również główny bohater filmu Zdumiewająco kolosalny człowiek (The Amazing Colossal Man).
Hulk jest alter ego doktora Roberta Bruce'a Bannera, obiecującego młodego fizyka. Podczas pracy nad promieniowaniem gamma zdarzył się wypadek, w trakcie którego Banner został napromieniowany, co zaowocowało niekontrolowanymi transformacjami w Hulka – wielkiego, humanoidalnego stwora o nadludzkiej sile i wytrzymałości, nad którym Banner nie ma właściwie żadnej kontroli. W komiksie częstym motywem jest pościg policji i armii Stanów Zjednoczonych za Hulkiem i Bannerem, odpowiedzialnych za wywołanie ogromnych zniszczeń, gdziekolwiek się pojawiali. W trakcie długiej historii komiksu skóra Hulka była najczęściej zielona, ale na skutek różnorodnych zwrotów fabularnych, bywała także szara i czerwona. Za sprawą pisarza Petera Davida wyjaśniono, iż szaleństwo zielonego potwora jest skutkiem traumatycznych przeżyć z dzieciństwa Bruce'a, który był wówczas ofiarą przemocy domowej, a sama przemiana, do której dochodzi pod wpływem emocji jest wyrazem długo tłumionego gniewu. Zielony olbrzym jest również członkiem elitarnej grupy superherosów o nazwie Avengers. Hulk jest jedną z najbardziej rozpoznawalnych postaci z Marvel Comics.
Poza komiksem postać Hulka pojawiała się w różnego rodzaju adaptacjach. W wersji aktorskiej pierwszy raz pojawił się w serialu telewizyjnym, gdzie rolę Doktora Bannera zagrał Bill Bixby, a Hulka Lou Ferrigno. Poświęcono mu też kilka seriali animowanych m.in. The Marvel Super Heroes z 1966 roku, The Incredible Hulk z lat 1982-1983, The Incredible Hulk z lat 1996-1997, oraz Avengers: Potęga i moc (The Avengers: Earth's Mightiest Heroes) z lat 2010-2013. Powstały też solowe dwa filmy kinowe: Hulk (The Hulk) z 2003 w reżyserii Anga Lee z Erikiem Baną w roli Doktora Bannera oraz Incredible Hulk (Incredible Hulk) z 2008 w reżyserii Louisa Leterriera, z Edwardem Nortonem w roli Bannera, który zapoczątkował wspólną serię filmów (Filmowe Uniwersum Marvela). W 2012 do kin wszedł film w reżyserii Jossa Whedona pod tytułem Avengers (The Avengers), w którym Mark Ruffalo (w polskiej wersji językowej Grzegorz Damięcki) zastąpił Edwarda Nortona w roli doktora Bannera. Mimo iż superprodukcja odniosła ogromny sukces, postać Hulka ma nie doczekać się kolejnego solowego filmu i powróci dopiero w kontynuacji filmu Avengers pod tytułem Avengers: Age of Ultron.
W zestawieniu 50 najlepszych postaci komiksowych magazynu filmowego Empire, Hulk zajął 14. miejsce. Natomiast w zestawieniu 100 najlepszych komiksowych bohaterów amerykańskiego portalu internetowego IGN, bohater uplasował się na 9. miejscu.

## Wrogowie
- Thaddeus E. „Thunderbolt” Ross/Red Hulk
- Abomination
- Absorbing Man
- Leader
- Wendigo
- U-Foes
- Zzzax
- Madman
- Bi-Beast
- Maestro

## Komiksy w Polsce
Nakładem wydawnictwa TM-Semic, w magazynie Mega Marvel, numer 6 (1/1995) ukazało się kilka przygód Hulka. Ponadto, wydawnictwo Mandragora wydało kilka miniserii o Hulku: Banner (scenariusz – Brian Azzarello, rysunki – Richard Corben, 2004), Hulk / Wolverine – 6 Godzin (scenariusz – Bruce Jones, rysunki – Scott Kolins, 2006) oraz Wolverine / Hulk (scenariusz i rysunki Sam Kieth, 2006).

## Adaptacje

### Filmy kinowe
- Hulk (The Hulk), reż: Ang Lee (2003)
- Incredible Hulk (Incredible Hulk), reż: Louis Leterrier (2008)
- Avengers (The Avengers), reż: Joss Whedon (2012)
- Iron Man 3 (Iron Man 3), reż: Shane Black (2013)
- Avengers: Czas Ultrona (Avengers: Age of Ultron), reż: Joss Whedon (2015)
- Thor: Ragnarok, reż: Taika Waititi (2017)
- Avengers: Wojna bez granic, reż:  Anthony i Joe Russo (2018)
- Avengers: Koniec gry, reż: Anthony i Joe Russo (2019)

### Seriale i filmy telewizyjne
- The Incredible Hulk, twórca Kenneth Johnson (1978–1982)
  - Powrót niesamowitego Hulka (The Incredible Hulk Returns), reż. Nicholas Corea, Bill Bixby (1988)
  - Hulk przed sądem (The Trial of the Incredible Hulk), reż: Bill Bixby (1989)
  - Śmierć niesamowitego Hulka (The Death of the Incredible Hulk), reż: Bill Bixby (1990)
- Mecenas She-Hulk, twórca Jessica Gao (2022)

### Filmy animowane
- Ostateczni mściciele  (Ultimate Avengers: The Movie), reż: Curt Geda, Steven E. Gordon, Bob Richardson (2006)
- Ostateczni mściciele 2 (Ultimate Avengers 2), reż: Will Meugniot, Richard Sebast (2006)
- Mściciele przyszłości (Next Avengers: Heroes of Tomorrow), reż: Jay Oliva (2008)
- Hulk podwójne starcie ( Hulk vs.: Hulk vs. Wolverine/Hulk vs. Thor) reż. Frank Paur, Sam Liu (2009)
- Hulk na obcej planecie (Planet Hulk), reż: Sam Liu (2010)
- Iron Man & Hulk: Heroes United, reż: Eric Radomski, Leo Riley (2013)
- Avengers Confidential: Black Widow & Punisher, reż: Kenichi Shimizu (2014)

### Seriale animowane
- The Marvel Super Heroes (1966)
- Incredible Hulk (Incredible Hulk) (1982–1983)
- Iron Man: Obrońca dobra (Iron Man: The Animated Series) (1994–1996)
- Fantastyczna Czwórka (Fantastic Four) (1994–1996)
- Incredible Hulk (Incredible Hulk) (1996–1997)
- Avengers (The Avengers: United They Stand) (1999–2000)
- Fantastyczna Czwórka (Fantastic Four: World’s Greatest Heroes) (2006–2007)
- Iron Man: Armored Adventures (2008–2009)
- Wolverine and the X-Men (2009)
- Super Hero Squad (The Super Hero Squad Show) (2009–2011)
- Avengers: Potęga i moc (The Avengers: Earth's Mightiest Heroes) (2010–2013)
- Mega Spider-Man (Ultimate Spider-Man) (2012–2017)
- Lego Marvel Super Heroes: Maximum Overload (2013)
- Hulk i agenci M.I.A.Z.G.I. (Hulk and the Agents of S.M.A.S.H.) (2013–2015)
- Avengers: Zjednoczeni (Avengers Assemble) (2013–2018)